# Beskyttelsesdemokrati
Beskyttelsesdemokrati er et en demokratimodel, der indebærer, at alle borgere beskyttes imod andre borgeres eller statens krænkelser af borgernes rettigheder. Særligt rettighederne til liv, frihed og ejendom skal beskyttes, idet de vurderes som værende særligt væsentlige og dermed ukrænkelige. Konkret skal det ske ved at borgerne har en retsgaranti på deres rettigheder. 
I beskyttelsesdemokratiet er den demokratiske deltagelse knyttet til det politiske system og især valgdeltagelsen. Dermed er deltagelse i demokratiet indirekte og instrumentel. Vælgernes kontrol med magthaverne består primært i vælgersanktionen – muligheden for at straffe poltiikerne ved at vælge nogle andre.